# Marian Józef Januszajtis-Żegota
Marian Józef Januszajtis-Żegota, poljski general, * 1889, † 1973.